# Marya Hornbacher

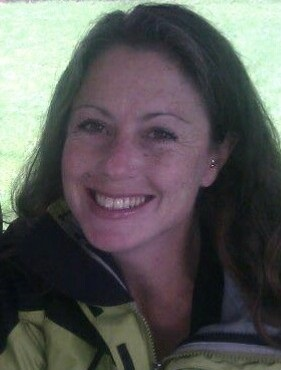
Marya Hornbacher (2013)

Marya Hornbacher (* 4. April 1974 in Walnut Creek, Kalifornien) ist eine US-amerikanische Autorin und freie Journalistin in Minnesota. Sie erlangte Bekanntheit durch ihre Autobiografie Alice im Hungerland, in der sie ihr Leben mit Bulimie und Magersucht schildert.

## Leben
Hornbacher wurde in Kalifornien geboren und ist in Minnesota aufgewachsen. Sie ist die Tochter des ehemaligen Theaterdirektors Jay Hornbacher und dessen als Lehrerin arbeitende Frau Judy. Aufgrund von Hänseleien ihrer Mitschüler fühlte sie sich schon im Alter von fünf Jahren zu dick. Sie begann mit neun Jahren, sich zu übergeben, was die Anfänge der Bulimie bedeuten. Mit 13 Jahren entwickelte sie Probleme mit Alkohol und anderen Drogen. Nachdem sie einen Platz am angesehenen Kunst-Internat Interlochen bekam, verschlimmerte sich ihre Essstörung, und sie wurde im Alter von 15 Jahren magersüchtig. Nach einem Jahr wurde sie von der Schule genommen und auf eine stationäre Essgestörten-Station gebracht. Sie konnte etwas an Gewicht zulegen, aber ihr Wunsch an der Essstörung festzuhalten war stärker als der, wieder gesund zu werden. Ende des Sommers verließ sie die Klinik und zog zur Ex-Frau ihres Vaters und ihren Stiefbrüdern nach Süd-Kalifornien.
An ihrer neuen Schule traf sie Julian − ihren späteren Ehemann. Ihre Krankheit verschlimmerte sich und so wurde sie nach Weihnachten wieder in die Klinik eingeliefert, im Februar entlassen, aber schon nach zwei Wochen erneut eingeliefert. Schließlich wurde sie ins Lowe House gebracht, einer Psychiatrie für Kinder mit ernsthaften, lang andauernden mentalen Problemen, in dem sie bis Sommer 1992 blieb, als sie mit einem gesunden Gewicht entlassen wurde. Sie machte mit ihrer Ausbildung weiter und hatte das Ziel, Journalistin zu werden. Sie begann für eine lokale Zeitung zu schreiben, wo sie den Fotografen Mark Trockman traf und begann, sich mit ihm zu treffen. Ihr Gewicht begann sich wieder zu verringern, jedoch langsam und kontinuierlich. Schließlich nahm sie das Angebot an, an die American University in Washington D.C. zu gehen. Als sie im Herbst 1992 dorthin abreiste, endete ihre Beziehung.
In Washington verschlechterte sich ihre Magersucht, und somit stieg das Risiko eines Kollabierens weiter an. Während sie für eine Zeitung arbeitete und ihre Kurse besuchte, wurde sie immer beschäftigter und überarbeitet. Damit wurde ihr Gewicht lebensbedrohlich. Sie ernährte sich drei Monate lang nur von einem einzigen Bagel und einem kleinen fettfreien Joghurt am Tag. In Alice im Hungerland beschreibt sie diese Zeit lebhaft und spricht detailliert über die Nachwirkungen ihres Körpers auf die extreme Gewichtsreduzierung. So musste sie ihre Schuhe mit Papiertüchern ausstopfen, da ihre Fußknochen sich anfühlten, als ob diese durch ihre Haut stoßen würden. Sie verlor zudem auch den Großteil ihrer Haare. Im Winter 1992/1993 betrug ihr Gewicht nur 55 Pfund, und nachdem sie zu ihren Eltern nach Hause geflogen war, wurde sie in die Notaufnahme eingeliefert, wo man ihr noch eine Woche zu leben gab.
Glücklicherweise überlebte sie ihren Leidensweg und ist heute von ihrer Essstörung „geheilt“. Sie hat jedoch immer noch einige körperliche Beschwerden als Resultat davongetragen, inklusive Osteoporose, Herzrhythmusstörungen und möglicher Unfruchtbarkeit. Trotzdem hat sie berichtet, seit ihrer Heilung acht Zentimeter gewachsen zu sein. Nach ihrem letzten Krankenhausaufenthalt begann Hornbacher, ihre unterbewussten emotionalen Probleme anzugehen und unternahm 1994 einen Suizidversuch. Sie begann zudem, sich selbst zu verletzen.
Schließlich heiratete sie ihren besten Freund aus Kalifornien, Julian, ließ sich aber nach dem Erfolg von Alice im Hungerland wieder scheiden. Marya Hornbacher sagte, dass dies wegen ihrer Selbsteingenommenheit geschehen sei, besonders wegen ihrer Probleme mit Alkohol und anderen Drogen. Sie hat keinen Kontakt mehr zu Julian. Danach war sie mit einem geheilten Alkoholiker verheiratet, den sie durch die Anonymen Alkoholiker kennengelernt hatte. 2005 trennte sich das Paar.

## Werk
Hornbachers 1998 erschienene Autobiografie Wasted (deutsch 1999 als Alice im Hungerland) wurde in 14 Sprachen übersetzt. Darin berichtet sie ausführlich über ihr Leben mit Bulimie und Magersucht. Für Alice im Hungerland erhielt sie den White Award for Best Feature Story. Das mit 22 Jahren verfasste Buch wurde 1998 für den Pulitzer-Preis in der Kategorie Sachliteratur nominiert. Als eine entschlossene Darstellung ihres 17 Jahre langen Kampfes mit Anorexia und Bulimia nervosa wurde dieses Werk gesehen sowie eine der realistischsten und erschreckendsten Beispiele der extremen Natur von Essstörungen. Das Buch erlangte weltweit Lob für das ausdrucksstarke Schreiben, seine Aufrichtigkeit und seine Möglichkeit, das Leben anderer Menschen zu verändern.
Hornbachers Debütroman The Center of Winter (deutsch: Du hast nicht gesagt, ich liebe dich), wurde Anfang 2005 verbunden mit kritischem Lob und Aufmerksamkeit veröffentlicht. Die Geschichte handelt von den Nachwirkungen von Suizid und ist aus der Perspektive verschiedener Familienmitglieder geschildert. Diese Art von Erzählung verdeutlicht die verschiedenen Wege, wie Menschen mit Tragik und Kummer umgehen.
Im April 2008 ist ein weiteres Werk von Marya Hornbacher mit dem Titel Madness erschienen. Dieses Buch beschreibt das Leben mit einer bipolaren Störung. In Deutschland wurde es im April 2021 als Gefangen in meinem Selbst: Mein Leben mit einer bipolaren Störung veröffentlicht. 